# 中華人民共和國香港特別行政區基本法
《中華人民共和國香港特別行政區基本法》，正式通稱《香港基本法》，一般通稱《基本法》，是香港特別行政區的憲制文件。自1997年7月1日起，《基本法》取代了殖民地時期《英皇制誥》及《皇室訓令》的地位，確立《中英聯合聲明》下香港特别行政區的高度自治地位。內容包括香港立法會、香港特區政府和香港司法機構組成辦法、權力和責任及其與中華人民共和國中央人民政府（國務院）的關係等。
1984年12月19日，中英經過2年談判後，中華人民共和國國務院總理趙紫陽與英國首相戴卓爾夫人代表兩國政府簽署《聯合聲明》，解決了香港歸屬問題。根据《聲明》第三段第12條，中華人民共和國將以《基本法》確立香港為特別行政區，並按照一國兩制方針，保証主權移交後的資本主義與法律、社會制度，至少維持五十年不變，同時中國大陸依法所施行的社會主義制度等將不會伸延到香港，香港會維持高度自治、港人治港。《中華人民共和國憲法》第三十一條規定：「國家在必要時得設立特別行政區。在特別行政區內實行的制度按照具體情況由全國人民代表大會以法律規定」；《中華人民共和國憲法》第六十二條規定的全國人民代表大會職權中包括第十三項：「決定特別行政區的設立及其制度」。香港回歸以後，全國人民代表大會常務委員會曾先後幾次對《香港基本法》作出解釋，在2021年開始修改附件一及附件二有關行政長官和立法會的選舉制度，將《港區國安法》列入附件三等。

## 起草過程
《基本法》由基本法起草委員會負責起草，委員包括了香港人士和中國大陸人士。1985年成立的基本法諮詢委員會，委員全為香港人，他們負責在香港徵詢公眾對《基本法》草案的意見。
1988年4月，基本法起草委員會公佈基本法草案徵求意見稿，徵詢意見至10月。1989年2月，全國人大常委會公佈基本法草案，諮詢工作則在10月結束。1990年4月4日，第七屆全國人民代表大會第三次會議如期通過，時任中华人民共和国主席楊尚昆簽署主席令，正式頒佈《香港基本法》。

## 基本法之实施

### 解釋權歸屬
根据《基本法》第158條，《基本法》的解释权属于全国人民代表大会常务委员会，但亦規定香港法院可就《基本法》中有關香港自治範圍的事務解釋《基本法》。香港法院對非香港自治範圍的條款亦可解釋，但如果香港法院審理案件時需要對《基本法》關於中華人民共和國中央人民政府管理的事務或中國中央政府和香港關係的條款作出解釋，而該條款的解釋又影響案件判決，終審法院则應請中華人民共和國全國人大常委會要求解釋。在吳嘉玲案，終審法院將上述必須提請釋法的條件歸納為「分類條件」（即牽涉的條款關於中央人民政府管理的事務或中央人民政府和香港關係）和「必要條件」（即法院審理案件時需要解釋有關條款，而該條款的解釋又影響案件判決），法院只會在兩個條件都被滿足的情況下才會提請釋法。
不過，在1999年居港權事件中，由於特區政府不滿吳嘉玲案的終審判決，首次直接向中華人民共和國國務院提交了報告，請求全國人大常委會解釋香港基本法。此舉因為繞過了終審法院，而引起了香港社會的爭議；而且因為在香港沿用的普通法制度中，解釋法律是法院獨有的權力，此舉被批評為特區政府以行政干預司法，破壞香港的司法獨立。此外，終審法院於劉港榕案指出，由於《基本法》同時也是中國大陸全國性法律（此說法確認上訴法庭馬維騉案的觀點），全國人大常委會解釋基本法的權利是全面而無限制的，因此也有權在香港方面沒有提出請求的情況下自行解釋。終審法院在吳嘉玲案清楚指出，在解釋基本法時，法院應該採取目的原則，在考慮條文的真实意思時，必須考慮其目的，以及條文所用文字的背景。法院應該避免字面、技術性、狹窄和一成不變的方式解釋基本法。此外，在解釋第三章跟權利有關的條款時，法院應該採取寬鬆的原則。
香港主權移交以後，全國人大常委會曾先後六次對《香港基本法》作出解釋。
1. 1999年：港人大陸所生子女居港權問題（香港特區政府請求）
2. 2004年：香港行政長官及立法會產生辦法問題（全國人大常委會自行釋法）
3. 2005年：香港行政長官呈辭後繼任人任期問題（香港特區政府請求）
4. 2011年：香港絕對外交豁免權問題（終審法院請求）
5. 2016年：香港公職人員宣誓問題（全國人大常委會自行釋法）[4][5]
6. 2022年：海外律師參與國安法案件問題（港澳事務辦公室請求）

質疑及反對人大釋法的人士，包括絕大部分香港法律界人士及泛民主派，認為全國人大常委會主動釋法違反《基本法》、侵犯香港司法獨立、破壞「一国两制」精神。

### 爭議问题
以下簡述自《香港基本法》生效以來，引起大規模社會討論的爭議性問題：

#### 居港權問題
1999年，香港特區政府請全国人民代表大会常务委员会解釋《基本法》第22及第24條。政府聲稱這用來避免超過150萬名中國大陸居民湧入香港。這是香港首次向全國人大常委會請求釋法，事件引來關於香港司法獨立的關注。
2010年底，法律援助處委託香港資深大律師李志喜協助3個菲律賓家庭入稟香港高等法院申請司法覆核，指香港《入境條例》限制外傭申請居港權的條文違反基本法第24條，引起外傭居港權爭議。
此外，自香港主權移交以來，香港居留權爭議一直持續。兩個非永久性香港居民的中國公民在香港誕下的子女是否擁有居港權，以及外傭居港權等爭議，使修改基本法的可能性增加。而居港權的問題在全國人大常委會釋法或修改基本法問題上存在爭議，並無根本的解決方法。基本法24條衍生出來的法律解釋，進行一次性，修改基本法。在法律上，修改憲法是技術問題，不是彌天大罪，也是正常不過，而且很多國家亦有按實際需要，作出修改。反對者認為若以全國人大常委會釋法，會損害香港終審法院的權威。

#### 基本法第23條
2002年至2003年間，香港特區政府嘗試就基本法第23條進行本地立法。根據當時向香港立法會提交的《國家安全（立法條文）條例草案》，警方將被賦予無限權力，包括無須向法庭申請搜查令，即可強行進入「懷疑恐怖份子」住宅搜查。此舉引來香港社會極大反響，導致了50萬人的2003年七一遊行。其後由於自由黨和部分工商界議員轉軚，特區政府宣布擱置草案，時任保安局局長葉劉淑儀以個人理由辭職。
2023年12月18日，行政長官李家超在北京述職時，親自向中共中央總書記習近平匯報，表示將於2024年完成基本法23條的立法工作。
2024年1月30日，行政長官李家超宣布正式展開基本法23條立法的公眾諮詢，邀請巿民表達意見，諮詢期至同年2月28日為止，比2003年立法時的諮詢期短。諮詢文件建議訂立一條全新的《維護國家安全條例》，就罪行方面提出建議涵蓋五大類危害國家安全的行為和活動，亦建議新增一些罪行。
2024年3月8日，行政長官會同行政會議決定將《維護國家安全條例草案》刊登《香港政府憲報》並提交立法會審議。2024年3月19日，香港第七屆立法會全票通過《維護國家安全條例》，2024年3月22日時任香港行政長官李家超簽署《維護國家安全條例》，條例於2024年3月23日正式生效，完成《香港基本法第23條》立法工作。

#### 普選問題
經過基本法第23條立法事件之後，以香港民主派為首的各界社會人士開始爭取普選2007年度行政長官和2008年度立法會所有議席。《基本法》第45及第68條允許這種可能，字面上也稱香港以實現普選爲最終目標，但親建制派、親北京政黨及人士則認為這不符合條文中「實際情況」及「循序漸進」兩項原則。最後，全國人大常委會於2004年4月26日進行了釋法，正式排除了2007/08進行普選的可能性。2007年底全國人大常委會指出2017年香港可實現普選，並2012年香港政制改革後，立法會議席增加至70席。
香港政制改革一直停滯，由於香港將來可能會實現普選，修改基本法的可能性增加。雖然《基本法》定下行政長官和立法會雙普選的目標和承諾，惟不但由全國人大常委會主導和決定政改時間表和方案內容，條文亦設下「提名委員會」的限制，令爭議不斷發酵。香港基本法委員會委員王振民，出席一個政改研討會時指，行政長官普選的提名委員會和立法會功能界別，聲稱是為了保持香港精英政治和資本主義制度下的生活方式。他指，提名和選舉兩個階段的功能有區分，是平衡精英政治和大眾政治，相互補充，保護工商界利益。他又指，並非法律無禁止就可以做，所以除非修改基本法四十五條，否則部分人提出的兩種提名，或三種提名，都不符合法治原則。

#### 削減公務員工資
根據《基本法》第100條，香港公務員「年資予以保留，薪金、津貼、福利待遇和服務條件不低於原來的標準」。同時，第107條則訂明「香港特別行政區的財政預算以量入為出為原則，力求收支平衡，避免赤字，並與本地生產總值的增長率相適應」。面對1997年以後的經濟衰退，加上財政陷入赤字，香港政府削減了公務員的薪金，引來公務員團體抗議。

#### 補任特首任期
董建華於2005年3月10日辭職後，下任行政長官的任期成為了問題。泛民主派認為，根據《基本法》第46條，新任行政長官任期應該是5年。不過，香港特區政府及建制派則認為，繼任人應該是完成前任行政長官的餘下任期。2005年4月6日，香港特區政府向全國人大常委會請求釋法。4月27日，全國人大常委會宣布根據《基本法》附件一，行政長官如果於2007年前辭職，繼任人應當完成前任行政長官的任期，之後再次進行選舉。

#### 移交罪犯
《基本法》第95條賦予香港與中國大陸司法機關「通過協商，依法進行司法方面的聯繫和相互提供協助」，不過在中港司法制度差異之下，兩地未有正式的移交犯人的辦法。香港法院是否對跨境刑事罪行有審判權、香港居民在香港犯罪後逃往中國大陸後香港法院是否擁有司法管轄權，以上問題均引來中港兩地法律界以及律政司的討論。

根據現時慣例，香港居民在香港犯罪後，如果在中國大陸被截獲，香港執法單位會寻求移交疑犯回港審訊。中國大陸戶籍居民在香港犯罪後逃返中國大陸的話，則會在中國境內進行審訊。

#### 土地契約
雖然《基本法》第120條及121條承認1985年6月30日前殖民地政府所批出的土地契約，即使超越2047年6月30日仍可行使至契約期滿及只訂明1985年6月30日後至1997年6月30日前批出的土地契約不得超越2047年6月30日。但《基本法》並沒有交待1997年7月1日起由特區政府批出的土地契約，能否超越2047年6月30日的權力。2006年特區政府就郵輪碼頭擬批50年專營權，隨即被親北京政黨提出有違《基本法》之嫌。

#### 地方行政制度
雖然《基本法》第97條已公開表明香港可成立用以處理市政服務、文娛、房屋、運輸、教育及其他範疇的一層區域議會，但由於市民對兩個市政局及市政總署解散後，區議會權責不如市政局和區域市政局，隨即被民主派評為違反《基本法》之嫌。

#### 市花名稱問題
洋紫荊是香港市花，其圖案用在香港區旗及區徽上。洋紫荊是香港特有的羊蹄甲屬品種，與紫荊花既不同屬，外形亦無相似之處。但是，《基本法》第10條香港的區旗區徽圖案的中文條文中，將洋紫荊漏掉「洋」字，称为「紫荊花」；而英文條文則是bauhinia，即羊蹄甲花，不依從中文版的錯誤。基本法草案在公眾諮詢時，區旗區徽尚未定出，文中區旗區徽一段記為「待擬」，因此現時條文中用「紫荊花」這個錯誤名稱，實未徵詢公眾意見。區旗區徽圖案評選委員會，1990年2月13日向香港基本法起草委員會第九次全體會議提交的工作報告，是用正確名稱「洋紫荊花」；可是在是次會議中，基本法草案經修改後，於1990年2月16日通過的版本，內文卻用了「紫荊花」，謬種流傳至今。
在香港主權移交前，基本法尚未生效時，已有語文學者直指不應該把洋紫荊稱為「紫荊」。基本法條文由起草委員會的秘書處撰寫，當年任秘書長的梁振英，被記者問到時，回應謂這兩個名稱某些情況下通用，草委未特別討論用名。而為何不用香港人普遍使用的「洋紫荊」一名，梁振英僅謂如果用「洋紫荊」，也會被人問為何不用「紫荊」。不少中國大陸的植物學家，見到基本法將香港區旗區徽圖案稱為「紫荊」而深感困惑，詢問香港的植物學家。因此香港室內植物學會名譽會長許霖慶，曾在中國植物學會和中國科學院研究所主編的《植物雜誌》撰文解釋，又指出香港早於1920年代已將此花稱為「洋紫荊」，香港也是首先發現洋紫荊的地方，很多植物學書籍亦用「洋紫荊」此名。

#### 性小眾平權
雖然《基本法》第25條確立法律面前人人平等的原則，以及第37條保障香港人的婚姻自由受法律保護，但同性伴侶因為受限於《婚姻條例》只界定婚姻為「一夫一妻」，一直無法在港登記結婚或民事結合。2018年，29歲的女同性戀者MK入稟香港高等法院，就爭議《基本法》第35條下的婚姻自由是否保障同性伴侶，申請司法覆核。周家明法官於2019年10月宣判MK敗訴，指《基本法》指明的婚姻為一夫一妻，如果希望改變政策，應從立法渠道解決，而非訴諸法庭。儘管如此，法官亦認同政府在同性配偶的政策上需作全面檢討，否則相關政策只會不斷被指歧視而遭到司法覆核。

### 中央修改香港本地法律爭議
2014年6月10日国务院新闻办公室发表了《“一国两制”在香港特别行政区的实践》白皮书，指對於香港特區的高度自治權，中央具有監督權力。香港大學專業進修學院人文及法律學院助理教授賈廷思表示難以就「監督權力」評論。被問到有沒有任何法律條文提及白皮書所謂「監督權力」，他表示若要辯論此問題，对方或會辩解《基本法》第12條暗示了有關權力，但賈認為該條文絕對沒有作此表述。公民黨法律界議員郭榮鏗指，白皮書所謂「監督權力」之說沒有明確法律基礎，強調白皮書不能取代《基本法》成為憲法一部份，也不能作為解釋《基本法》的文件。
2014年8月26日，英國最高法院院長兼香港終審法院非常任法官廖柏嘉在香港外國記者會演講指出，法官要愛國是前設，英國與香港的法官宣誓都有效忠國家條文，這已經滿足到「愛國」的要求。他又對香港的司法制度有絕對信心，現在未發現「法律下的管治」（rule of law）存在問題，英國的法官需要宣誓效忠英國君主及國家主權，香港特區的法官同樣要宣誓效忠中華人民共和國香港特別行政區的法律和基本法，而最重要是法官能不偏不倚、維持獨立的判斷、免受行政機關影響。他說，司法獨立並沒有與「法律上的愛國」不一致，當中法官的「愛國」方式為致力於「法律下的管治」，該方式是不容撤銷或削弱的。
而对于白皮书抛出的对自治层拥有指挥权的概念，明报不署名评论指若中央依法直接對港行使管治權，香港與其他中國城市并无分別，而在白皮書中出现中華人民共和國中央人民政府「向行政長官發出指令的權力」的提法，這個權力如何操作、由哪一個部門向特首發號施令未有明晰，评论认为體現高度自治的特首變成受令於中央，客觀上特首的管治威信勢必大打折扣。

#### 香港國安法
2019年，香港爆發反對逃犯條例修訂草案運動，中共中央總書記暨國家主席習近平對此強調要「止暴制亂」。2020年5月，第十三屆全國人大三次會議通過《關於建立健全香港特別行政區維護國家安全的法律制度和執行機制的決定》，決定中央人民政府在香港特別行政區設立國安機構，以及授權全國人民代表大會常務委員會制定相關維護中國國家安全的法律並列入《基本法》附件三（全國性法律），限制香港特區只可以在當地公布實施。2020年6月30日，《中華人民共和國香港特別行政區維護國家安全法》正式納入香港基本法附件三生效。
批評者認為该法案的制定就如同違反基本法第23條，繞過香港立法會直接進行香港本地國家安全事項的立法。此舉亦被批評違反第18條，列明任何列入附件三的全國性法律限於有關國防、外交和其他按本法規定不屬於香港特別行政區自治範圍。尤其香港特區已被賦權在高度自治下，可以自行決定第23條下國家安全事宜的立法進度，全國人大常委會並沒有尊重《基本法》的一國兩制原則。此外，外界質疑《國安法》會否凌駕《基本法》及《人權法》。

### 違憲審查爭議
在吳嘉玲案中，終審法院在判決中確立香港法院擁有違憲審查的權力：
毫無疑問，香港法院有權審核特區立法機關所制定的法例或行政機關之行為是否符合《基本法》，倘若發現有抵觸《基本法》的情況出現，則法院有權裁定有關法例或行為無效。法院行使這方面的司法管轄權乃責無旁貸，沒有酌情餘地。因此，若確實有抵觸之情況，則法院最低限度必須就該抵觸部份，裁定某法例或某行政行為無效。——吳嘉玲訴入境事務處處長 ( 第㆓號 ) [1999] 1HKLRD 579
時任五名法官認為此舉正遵從權力分立的原則，以憲法制衡政府的行政及立法機構，確保它們依《基本法》行事。
此外，判詞亦明確指出特區法院具有司法管轄權去審核中華人民共和國全國人民代表大會或其常務委員會的立法行為是否符合《基本法》。他們認為，《基本法》與其他憲法一樣，任何抵觸《基本法》的法律均屬無效並須作廢。特區法院在《基本法》賦予香港高度自治的原則下享有獨立的司法權。當涉及是否有抵觸《基本法》及法律是否有效的問題出現時，這些問題均由特區法院裁定，包括全國人民代表大會或其常務委員會的行為，以確保這些行為符合《基本法》。
2019年11月18日，香港高等法院原訟法庭作出一项判决，裁定《緊急情況規例條例》有關「危害公安」條文不符合基本法。全国人大常委会法制工作委员会发言人臧铁伟在19日就此发表谈话，认为“香港特别行政区法律是否符合香港基本法，只能由全国人大常委会作出判断和决定，任何其他机关都无权作出判断和决定。”
2020年4月9日，香港高等法院上訴法庭裁定，特區政府引用《紧急法》订立《禁蒙面法》符合基本法，只限於取締非法、未經批准集結和暴動中使用蒙面物品。。

## 基本法附件修改

### 附件一与附件二修改
香港基本法附件一与附件二历经两次修改，首次修改以修正案的形式修改，于2010年6月23日提交立法会表决通过，而后行政长官曾荫权就两项修正案签署同意书文本，并报予全国人大常委会，2010年8月28日两项修正案在第十一届全国人民代表大会常务委员会第十六次会议上分别批准和备案。
第二次修改時引發了爭議，因為涉及到了中方直接立法而非香港立法中央批准，2021年3月的該次修正案中，第十三届全国人民代表大会第四次会议通过《全国人民代表大会关于完善香港特别行政区选举制度的决定》，授权全国人大常委会根据本决定修改香港基本法附件一《香港特别行政区行政长官的产生办法》和附件二《香港特别行政区立法会的产生办法和表决程序》。3月29日至30日第十三届全国人大常委会第二十七次会议审议香港基本法附件一和附件二的修订草案，修订草案通过后原附件一和附件二及其修正案将被废止，这是香港基本法附件一与附件二的第二次修改。3月30日，全国人大常委会经表决，全票通过新修订的《中华人民共和国香港特别行政区基本法附件一香港特别行政区行政长官的产生办法》、新修订的《中华人民共和国香港特别行政区基本法附件二香港特别行政区立法会的产生办法和表决程序》，并由国家主席习近平分别签署第75、76号主席令予以公布，自2021年3月31日起施行。

### 附件三变动
香港基本法附件三变动过五次，目前有14部全国性法律，原文及变动情况如下。
- 1990年4月4日，公布基本法附件三原文包括《關於中華人民共和國國都、紀年、國歌、國旗的決議》、《關於中華人民共和國國慶日的決議》、《中央人民政府公布中华人民共和国国徽的命令》附：國徽圖案、說明、使用辦法、《中華人民共和國政府關於領海的聲明》、《中華人民共和國國籍法》、《中華人民共和國外交特權與豁免條例》[註 1]
- 1997年7月1日，增加《中华人民共和国国旗法》[註 2]、《中华人民共和国领事特权与豁免条例》[註 1]、《中华人民共和国国徽法》[註 2]、《中华人民共和国领海及毗连区法》[註 1]、《中华人民共和国香港特别行政区驻军法》[註 1]；删去《中央人民政府公布中华人民共和国国徽的命令》附：国徽图案、说明、使用办法
- 1998年11月4日，增加《中华人民共和国专属经济区和大陆架法》[註 1]
- 2005年10月27日，增加《中华人民共和国外国中央银行财产司法强制措施豁免法》[註 3]
- 2017年11月4日，增加《中华人民共和国国歌法》[註 2]
- 2020年6月30日，增加《中华人民共和国香港特别行政区维护国家安全法》[註 1]

## 流行文化
- 2000年，基本法頒佈十周年紀念主題曲《基本法禮讚》改編自劉德華的《中國人》。

## 外部連結
- 香港基本法全文及有关文件（页面存档备份，存于）
- 香港基本法網頁（页面存档备份，存于）
- 陳弘毅：〈《香港特别行政區基本法》的理念、實施與解釋〉（页面存档备份，存于）（2001）
- 香港便覽基本法介紹單張（页面存档备份，存于）（PDF文件）
- 香港基本法草擬過程資料庫（页面存档备份，存于） - 香港大學圖書館數碼化計劃項目
- 香港基本法 (草案) —-第二稿 (1989年)（页面存档备份，存于）
- 香港立法會司法及法律事務委員會特別會議紀要（页面存档备份，存于），1999年1月16日，關於中國大陸及香港特別行政區法院的刑事司法管轄權的討論。